# Matthew Briggs
Matthew Anthony Briggs (Wandsworth, 6 de março de 1991), é um futebolista guianense que atua como lateral-esquerdo. Atualmente, joga pelo Horsham.

## Carreira
Sua estreia como profissional foi em maio de 2007, substituindo Moritz Volz na derrota dos Cottagers por 3 a 1 para o Middlesbrough. Neste jogo, que foi o único de Briggs na edição 2006–07, tornou-se, aos 16 anos e 65 dias, o mais jovem atleta a disputar uma partida na Premier League; em 2019, 12 anos depois da estreia do lateral-esquerdo, o recorde foi superado por outro jogador do Fulham: o meio-campista Harvey Elliott, que entrou em campo aos 16 anos e 30 dias de idade contra o Wolverhampton Wanderers.
Durante o período em que permaneceu vinculado ao Fulham, Briggs foi emprestado para outros 4 clubes - Leyton Orient, Peterborough United, Bristol City e Watford, disputando, em cada um, 17 partidas, enquanto o seu primeiro gol foi na vitória sobre o Crusaders, pela segunda fase de classificação da Liga Europa.
Na temporada 2014-15, assinou com o Millwall, porém disputou apenas 8 jogos pela equipe, antes de ser emprestado ao Colchester United, que o contratou em definitivo no mesmo ano. Briggs participou de 59 jogos pelos U's. Após passagens curtas por Chesterfield (11 partidas) e Barnet (1 jogo), foi contratado em 2018 pelo Maldon & Tiptree, que disputa a sétima divisão do Campeonato Inglês.
Jogou ainda duas temporadas pelo Gosport Borough até assinar pelo Horsham em 2023.

## Carreira internacional
Depois de jogar nas seleções de base da Inglaterra entre 2006 e 2011, Briggs decidiu jogar pela Seleção Guianense. Estreou em março de 2015, num amistoso contra Granada - ele também foi convocado para o jogo com Santa Lúcia, porém não entrou em campo.